# 麻池城址
麻池城址，位于中华人民共和国内蒙古自治区包头市九原区麻池乡，是一座古城遗址。该城通常被认为是秦九原郡郡治所在地，是秦直道北端终点。该城自东汉末年起逐渐被荒废。该城分为南北两城，城中心有两座建筑基址。2006年，麻池城址作为“麻池城址和召湾墓群”的一部分被列入全国重点文物保护单位。

## 历史

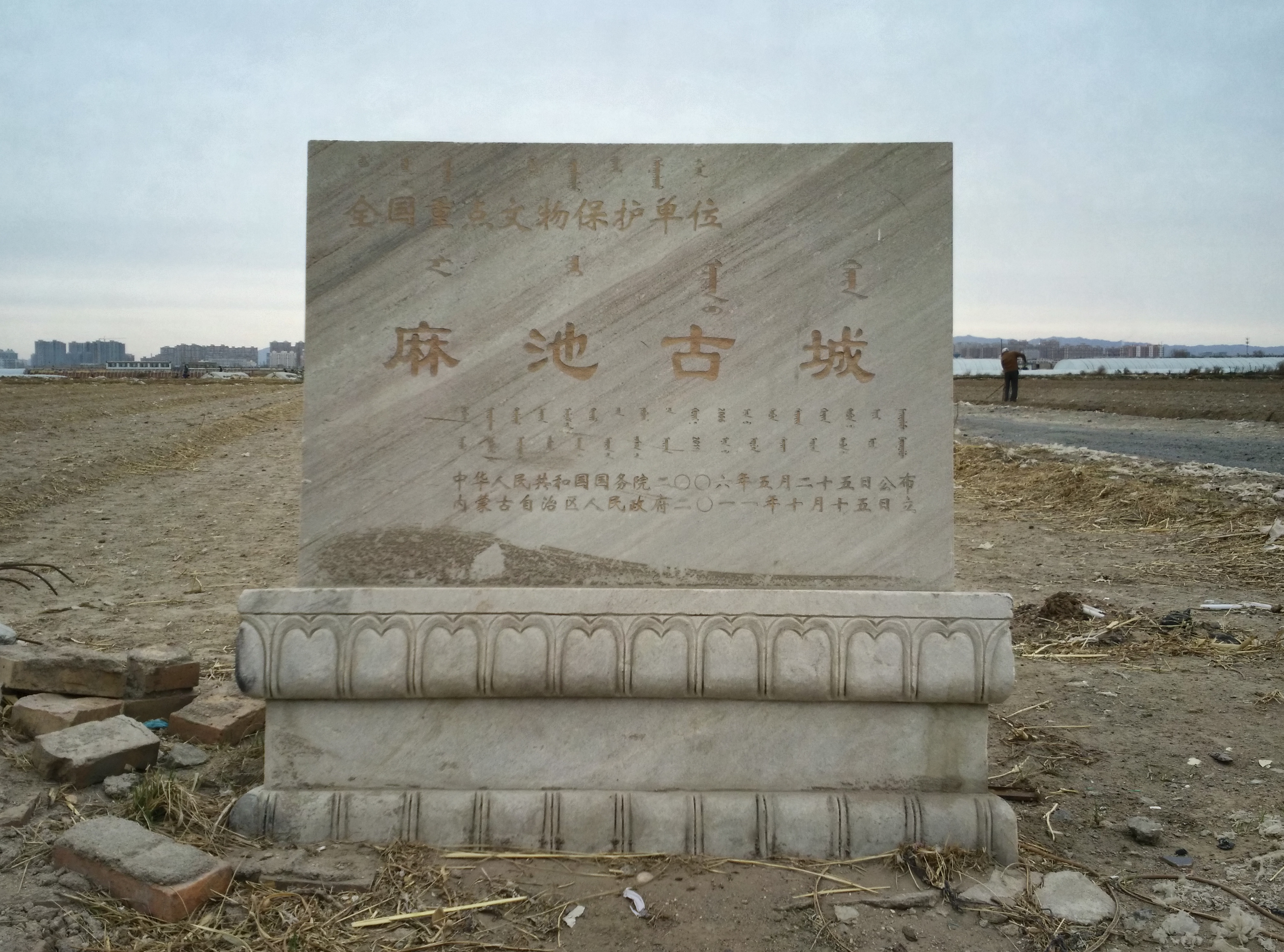
麻池古城国保碑，摄于2016年10月

麻池古城始建年代不详，仅知其始建于战国时期，通常被认为是秦九原郡的故城，是秦直道的北端终点。西汉时，该城是汉匈战争中的重要据点。西汉绥和二年（前7年），麻池城因大地震而遭到严重损毁。新朝之后，麻池古城受到战火摧残。东汉建安二十年（215年），五原郡被削除，麻池古城也落入了北方游牧民族手中，自此之后逐渐荒废。1958年，内蒙古文物工作队在麻池一带进行调查，出土了一批战国钱币及其铸范等战国时期文物。1964年，麻池古城遗址被列为内蒙古自治区文物保护单位。2006年，麻池古城作为麻池古城和召湾墓群的一部分被列为全国重点文物保护单位。

## 结构

麻池古城平面图

麻池古城位于包头市郊区麻池乡乡政府西北约800米，昆都仑河以东3.5公里。古城南紧邻麻池—哈林格尔公路。古城城墙为夯土制成，方向为185°，分南、北两城，南面城址的西南角呈矩尺形内折，北面城址的西南角斜折，北城西南角因平整土地而被夷平。北城东城墙长563米，南城墙长300米（西段），西城墙长665米，北城墙长778米；南城东城墙长664米，南城墙600米，西城墙522米，北城墙（东段）357米，总面积约34万平方米。北城北墙中段和南城西墙、南墙中段各设宽15米的门。北城南墙北侧有两个相距102米、高5米、直径32米的夯土堆，其上有大量砖瓦堆积，应为建筑基址。